# 2008年安徽阜陽腸道病毒EV71感染疫潮
中國腸道病毒EV71感染疫潮首先爆發于2008年3月底的中國安徽省阜陽市，疫潮還蔓延至河南、湖北、廣東、江蘇、北京等省市。至5月5日，已經有9,700名儿童染病，26人不治身亡。其中阜阳市感染的儿童已经超过3300人。

## 腸道病毒EV71感染
肠道病毒EV71属于人类肠道病毒，是一种全球性传染病。肠道病毒EV71型感染是EV71引起的疾病的总称，通常会表現為儿童发烧、手足口病（伴随口腔、手、足皮疹）。重症患者出现病毒性脑炎、病毒性脑髓炎、肺水肿、肺出血等。一般發病者均是11歲以下兒童。